# Marignier
Marignier é uma comuna francesa na região administrativa de Auvérnia-Ródano-Alpes, no departamento da Alta Saboia. Estende-se por uma área de 19.97 km². Em 2010 a comuna tinha 6 599 habitantes (densidade: 330,4 hab./km²).